# Партизанский хребет
Партизанский хребет (до 1972 года — хребет Тачин Гуань) — хребет в южном Приморье, входит в состав горной системы Сихотэ-Алинь. На хребте находится несколько самых посещаемых вершин Приморского края. По водоразделу проходит граница между Партизанским и Лазовским районами Приморья.
Назван по реке Партизанской. До 1972 года — Тачин-Гуань: название образовано от «да» — большой, «цин» — зелёный, «гуань» — горный проход, то есть «большой зелёный горный проход (перевал)».

## География
Партизанский хребет расположен в южном Сихотэ-Алине, к востоку от города Партизанск и к северо-востоку от города Находка. Высочайшая вершина хребта — гора Ольховая (1669 метров над уровнем моря). Является отрогом горной системы Сихотэ-Алинь, в самой южной её части. По Партизанскому хребту проходит водораздел между бассейнами рек Партизанская и Киевка. Крайняя северная точка водораздела и место, где он примыкает к Главному водоразделу Сихотэ-Алиня — г. Лазовская (1285 м). На крайнем юге горная система оканчивается скалистым обрывом мыса Поворотный.

## Рельеф
Горная система Партизанского хребта состоит из нескольких обособленных хребтов. На крайнем севере, от г. Лазовская до безымянной отм. 1009,0 м в меридиональном направлении на 25 км протягивается Лазовский хребет. Его поверхность представляет собой базальтовое плато с абс. отметками 800—900 м. От отм. 1009 м в генеральном направлении на юго-юго-запад тянется собственно Партизанский хребет. От его главного водораздела на запад отходит несколько хребтов — Алексеевский, Макаровский и др.
В северной части Партизанский хребет наиболее высок. В Алексеевском хребте расположена высшая точка — г. Ольховая (1669,3 м над ур. моря). К югу, на главном водоразделе расположена вторая по высоте вершина — г. Лысая (1560,7 м). Здесь Партизанский хребет имеет асимметричный поперечный профиль — его восточные склоны короче и круче западных. В районе горы Лысой его превышение над долиной реки Киевка достигает 1450 м, а г. Лысая является самой высокой в Приморском крае по относительному превышению.
В центральной части Партизанского хребта от главного водораздела (высотой до 1505 м) на запад отходит Макаровский хребет (высшая точка хребта — г. Макарова — 1366,7 м.)
В южной части Партизанского хребта господствует г. Чёрный Куст, высотой 1010,4 м. Это самая южная отметка Дальнего Востока, превышающая 1000 м над ур. моря. На крайнем юге хребет оканчивается низкогорьем, в котором имеется ряд невысоких, но крутых сопок, среди которых выделяются г. Арсения (428,9 м), г. Сестра (318,4 м), г. Памятник (248,0 м).

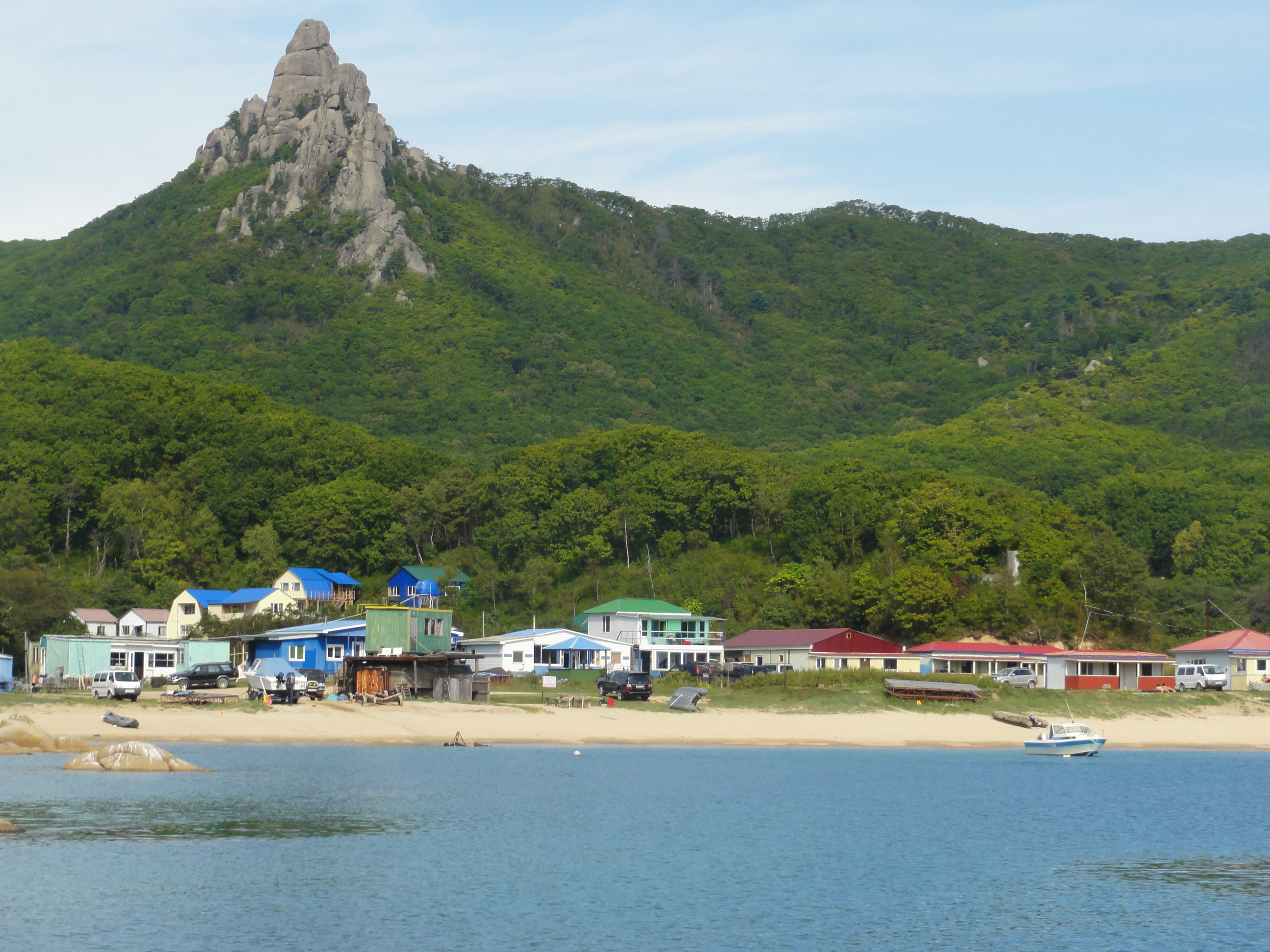
Гора Памятник в южных отрогах Партизанского хребта.

Площадь территорий, расположенных на высоте более 1000 м над ур. моря — 190 км2, выше 1500 м — 5,1 км. В-целом, Партизанский хребет отличается значительными абсолютными и относительными высотами, высокой густотой речной сети. На реках имеется ряд водопадов, среди которых вдп. Звезда Приморья имеет высоту более 20 м.
В горной системе, особенно в северной и центральной части, встречаются курумы (каменные реки). Кроме того, в местах распространения известняков, встречаются пещеры: Приморский Великан, Белый Дворец, Кабарга и др.
В южных отрогах, состоящих из крупнозернистых выветрелых гранитов, имеется ряд высоких останцов причудливой формы (урочище Парк Драконов у с. Чистоводное)
Через горную систему имеется ряд перевалов, среди которых наиболее важный — Лазовский перевал. Он находится на автодороге Находка — Кавалерово. Это один из самых высоких перевалов в Приморском крае — 896 м. В южной части Партизанского хребта имеется пер. Соломенный, высотой 288 м. Он находится к востоку от с. Золотая Долина на труднопроходимой второстепенной лесной дороге. Кроме того, имеется ряд перевалов к востоку от п. Врангель, на грунтовых автодорогах, ведущих к туристическим базам в бухтах Спокойная, Окунёвая, Триозёрье. Их высота колеблется в пределах 150—170 м, но эти перевалы со стороны моря весьма круты.

### Вершины
Список пяти высочайших именованных вершин Партизанского хребта:
- Ольховая (1669,3 м[1])
- Крутая (1657,6 м[1])
- Белая (1578,0 м[5])
- Лысая (1560,7 м[5])
- Поперечная (1533,3 м[1])

Кроме них, имеется ещё одна безымянная вершина, превышающая 1500 м — отм. 1505 в 3 км к северо-западу от г. Синяя (1487 м) в центральной части хребта.

## Растительность
Благодаря расположению на крайнем юге Дальнего Востока, даже при относительно небольшом вертикальном размахе рельефа (менее 1700 м), в Партизанском хребте широко проявлены различные растительные сообщества — от густых широколиственных лесов с деревьями, увитыми лианами, до горных тундр с брусничником и кедровым стлаником.
Уникальность местных горных тундр в том, что это наиболее южные «островки» подобных природных сообществ в регионе. Они изолированы и занимают незначительную площадь на наиболее высоких вершинах в северной части хребта и характеризуются наличием эндемичных видов растений и животных. Например, Кузнечик Куренцова — Hypsopedes kurentzovi, который живёт на горах Голец, Ольховая и Лысая, на высотах ок. 1600 м. Верхняя часть гольцового пояса там выражена слабо, в силу чего подходящих для обитания кузнечика Куренцова участков немного, а численность его на каждом из этих участков не превышает 20 взрослых особей на 1 га. Динамика численности не изучена. Основным лимитирующим фактором является адаптация вида к обитанию исключительно в высокогорьях Южного Сихотэ-Алиня. Велика вероятность вымирания кузнечика Куренцова в результате воздействия антропогенных факторов, в частности палов.
В вертикальной структуре ландшафтов Партизанского хребта можно выделить следующие пояса и соответствующие им типы растительности: горная тундра, подгольцовые кустарники, каменноберезовое криволесье, пихтово-еловые, широколиственно-кедровые и широколиственные леса. Границы вертикальных поясов очерчены не всегда четко. Типичны смешанные насаждения, которые образуют широкие полосы, «языками» или отдельными участками встречаются на различных высотах. Сочетание маньчжурского флористического комплекса с элементами охотской, берингийской и арктоальпийской флор отражает историчность развития ландшафтов хребта. Экзотичность лесам придают аралиевые, лианы, микробиота, другие реликтовые и эндемичные растения. Особенностью природных комплексов вершинных поверхностей является сдвиг фенофаз развития растительности. Отставание фенологического развития, у отдельных видов достигает двух месяцев, например, на вершинах хребта можно встретить в июле цветущие ландыш и сирень, всходы папоротника-орляка. Наряду с высокотравьем в горах типична карликовость — голубика высотою до 5-10 см, цветущая сирень до 10-20 см и др.

## Туризм
В настоящее время при отсутствии рекреационной инфраструктуры территория Партизанского хребта служит местом, главным образом, самодеятельного туризма и отдыха. Наиболее часто посещаемыми являются природные объекты, представляющие наибольший интерес с пейзажной и познавательной точки зрения. В первую очередь, это легкодоступные Беневские водопады, в меньшей степени — пещеры горы Константинополь. Уникальным водным объектом является оз. Алексеевское, расположенное на высоте ок. 1500 м над ур. моря. Туристами освоены маршруты на наиболее высокие вершины, эстетическая ценность которых обеспечивается привлекательными пейзажными панорамами, уникальными объектами и экзотичными ландшафтами, это вершины гор Ольховая, Лысая, Синяя. Очень привлекательны в пейзажном отношении долины рек Чистоводная и Синегорная с красивыми скалами, порогами и небольшими водопадами. Живописны скалы в виде многочисленных останцов в районе с. Беневского.

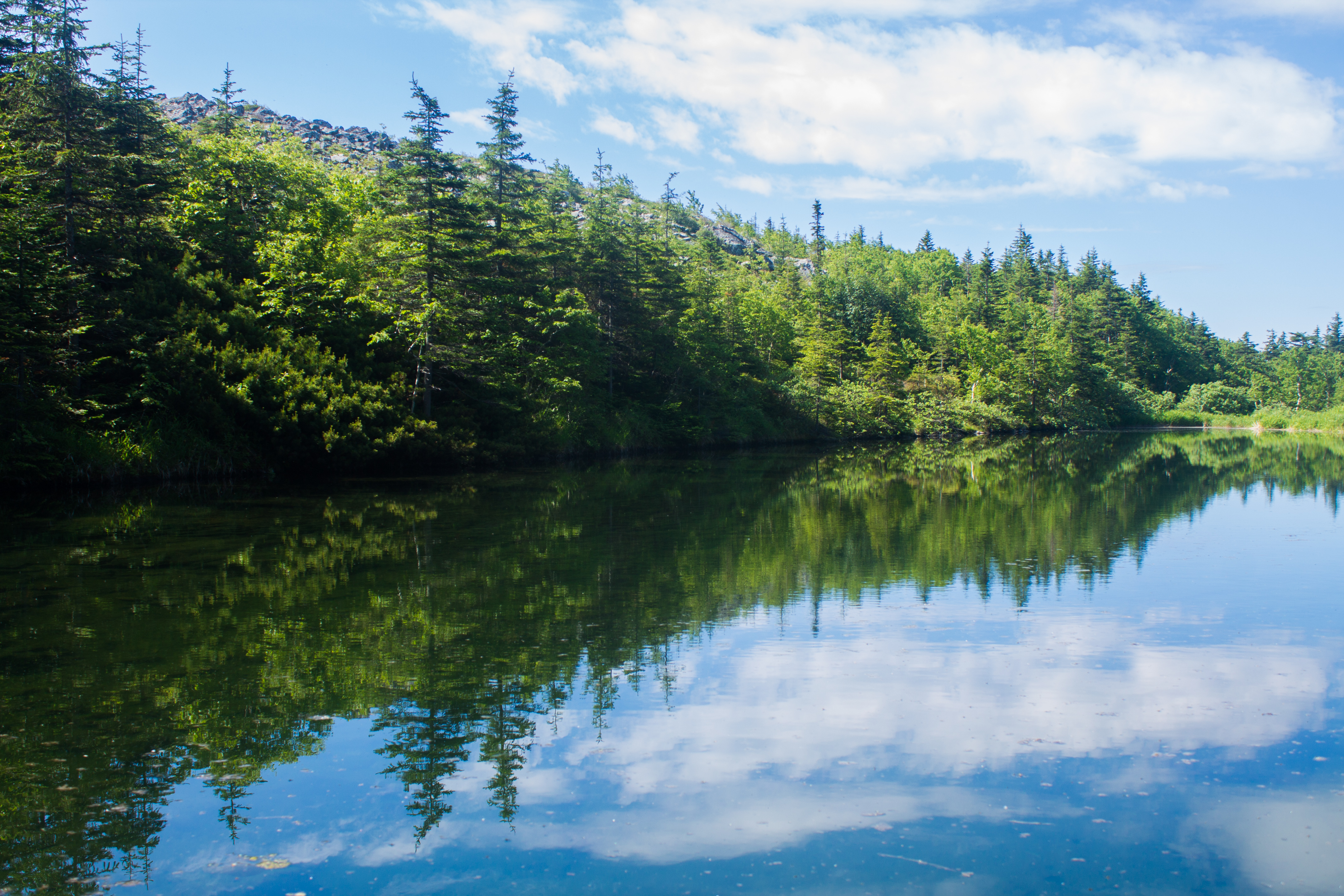
Высокогорное озеро Алексеевское

Лечебно-курортная рекреация осуществляется на базе курорта «Чистоводное» — главной водолечебницы. В непосредственной близости от него имеются выходы минерализованных теплых и холодных вод в Синегорной Пади и по долинам ручьев Горячий Ключ и Сухой Ключ. Источники Контактовый, Горячий, Цирковый и Холодный в долине Горячего Ключа имеют температуру воды около 30°С с дебитом 68000 л/сутки, источники долины р. Сухой Ключ — от 17°С до 28,5°С и дебитом 18000 л/сутки, а по составу и лечебным свойствам аналогичны источникам курорта Чистоводное. Источники Пади Синегорной — холодные нарзанного типа со слабоминерализованной гидрокарбонатно-кальциевой водой, подобной источникам курорта Шмаковка.
К-сожалению, туристическая активность вызвала негативные последствия для уникальной природы Партизанского хребта. Это, прежде всего, отразилось в массовом привнесении искусственных материалов (наиболее негативно — полимеров) и загрязнении водоемов, деструкции растительных ассоциаций по причине вырубок, хищнического сбора дикоросов, спонтанных палаточных лагерей, пикников и пр. Высокой рекреационной нагрузке подвергаются наиболее часто посещаемые места. К ним относятся, прежде всего, памятники природы Приморского края: г. Ольховая с озером Алексеевское, пещеры г. Константинополь. Очень ранимы природно-эстетические свойства пещер, тем более что не все посещающие их «туристы» отличаются достойным поведением. Начинается деградация растительности в районе оз. Алексеевское на вершине г. Ольховой: сокращаются заросли кедрового стланика, бадана тихоокеанского, производится вырубка редколесья, расположенного на верхнем пределе распространения, а потому естественным путем не восстанавливающегося. Более благополучны другие часто посещаемые места (Беневские водопады, г. Синяя, г. Лысая и некоторые другие).